# ヤン・ジャビンスキ

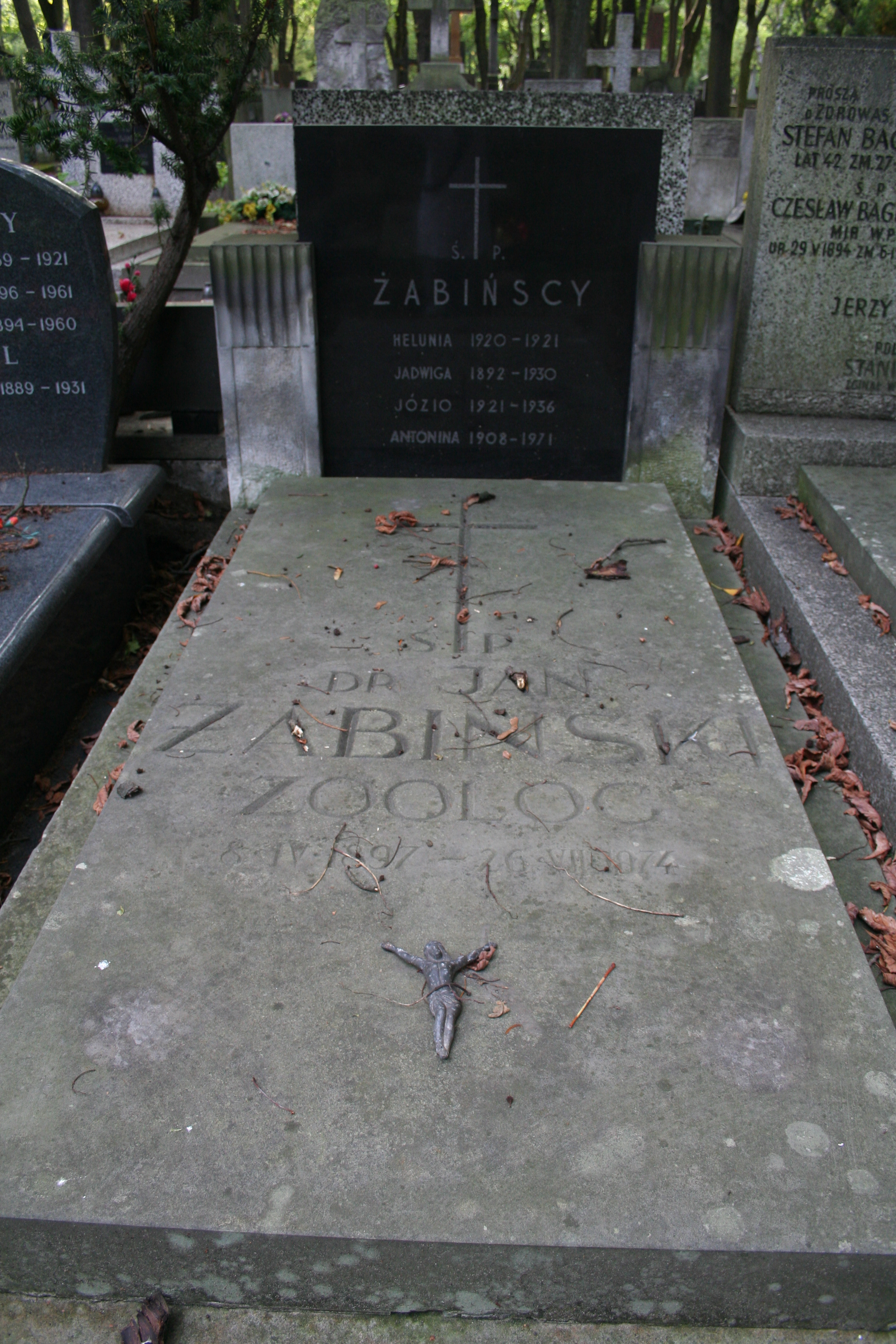
ボヴォンズキ墓地（:en:Powązki Cemetery）にあるジャビンスキ家の墓

ヤン・ジャビンスキ（Jan Franciszek Dionizy Żabiński 、1897年4月8日 - 1974年7月26日ワルシャワ）と、その妻アントニーナ・ジャビンスカ（Antonina Maria Żabińska (pl)、旧姓：エルドマン（Erdman）、1908–1971）は、ワルシャワに住んでいたポーランド人夫婦である。
ナチスドイツ占領下のポーランドでホロコーストが行われた時代に、勇敢にもユダヤ人を救出したことから『イスラエル国からポーランド人の正義の人』（en）に認定されている。

## 概略
ヤン・ジャビンスキの職業は動物学者・動物専門家で、第二次世界大戦の戦前戦中は著名なワルシャワ動物園の園長として勤めた。彼は戦前に動物園の園長となったが、ポーランドが占領されていた1939年から1945年の間も、市立公園の管理者の勤めも果たした。
ヤンと彼の妻アントニーナ、そして息子のリシャルトは、何百人ものユダヤ人を避難させるための避難所として、自らの別荘と動物園を利用した。そして、ヤンはワルシャワ蜂起に参加した時に負傷し、その後は捕虜になった。解放後は、国家自然保護委員会 (Państwowa Rada Ochrony Przyrody)のメンバーとなった。また、ヤンは民衆向け科学書を約60冊、妻のアントニーナも動物の視点から書かれた何冊かの児童書を執筆している 。

## 受賞歴
- ポーランド復興勲章「星付きコマンドルスキ十字勲章 (二等)」：死後の2008年[6]
- Krzyż Walecznych勲章 1920年と1944年の二度
- 諸国民の中の正義の人 1965年
- pl:Nagroda Miasta Stołecznego Warszawy
- Bruno Winawer賞
- ポーランドラジオ賞「Złoty Mikrofon（ゴールデン・マイク賞）」

## 家族
姉妹
- pl:Hanna Petrynowska - ヤンの妹。医師・小児科医、ワルシャワ蜂起時に兵士たちの治療を行っていたが、襲撃を受け死亡したものと思われる（埋葬場所は不明）。
- 他、2名姉妹がいる。

配偶者
- ヤドヴィガ・ジャビンスカ：（旧姓：Moczydłowska 1930年死去）
- アントニーナ・ジャビンスカ（ 1908年7月18日ロシアサンクトペテルブルク - 1971年3月19日 ポーランド ワルシャワ 62歳没）[7]

子供
ヤドヴィガの子
- Józef Żabiński：1936年2月21日に15歳で没
- Helena Żabińska：1921年に没（年齢不明）

アントニーナの子
- リシャルト
- teresa zawadzki（旧姓：Żabińska）

## 遺産
- 1968年10月30日、ヤンら「諸国民の中の正義の人」の功績を讃える為、イスラエルのエルサレムにある追悼国立記念館ヤド・ヴァシェムで植林式が行われた[3]。
- 2007年、アメリカの作家ダイアン・アッカーマン（英語版）は、ジャビンスキ家の戦時下の活動について書いた『The Zookeeper's Wife』を出版した[8]。 
  - 日本語訳『ユダヤ人を救った動物園 ヤンとアントニーナの物語』（著：ダイアン・アッカーマン、翻訳：青木玲） ISBN 4750509124
- ユダヤ人を救った動物園 〜アントニーナが愛した命〜 （原題：The Zookeeper's Wife）- 2017年にジャビンスキ夫妻のユダヤ人救出活動を基にした映画作品